# Arezzo megye
Arezzo megye Toszkána régióban helyezkedik el. Emilia-Romagnával, Firenze megyével, Marcheval, Umbriával és Siena megyével határos. 
Rimini megye területén találhatunk egy Arezzo megyéhez tartozó enklávét, Badia Tedalda községet.

## Községei
| Község                     | Lakosság |
| -------------------------- | -------- |
| Anghiari                   | 5.846    |
| Arezzo                     | 100.065  |
| Badia Tedalda              | 1.143    |
| Bibbiena                   | 12.735   |
| Bucine                     | 10.178   |
| Capolona                   | 5.440    |
| Caprese Michelangelo       | 1.575    |
| Castel Focognano           | 3.320    |
| Castel San Niccolò         | 2.836    |
| Castelfranco di Sopra      | 3.090    |
| Castiglion Fibocchi        | 2.110    |
| Castiglion Fiorentino      | 13.529   |
| Cavriglia                  | 9.282    |
| Chitignano                 | 965      |
| Chiusi della Verna         | 2.138    |
| Civitella in Val di Chiana | 9.143    |
| Cortona                    | 23.031   |
| Foiano della Chiana        | 9.423    |
| Laterina                   | 3.550    |
| Loro Ciuffenna             | 5.874    |
| Lucignano                  | 3.585    |
| Marciano della Chiana      | 3.318    |
| Monte San Savino           | 8.687    |
| Montemignaio               | 620      |
| Monterchi                  | 1.860    |
| Montevarchi                | 24.119   |
| Ortignano Raggiolo         | 861      |
| Pergine Valdarno           | 3.257    |
| Pian di Scò                | 6.163    |
| Pieve Santo Stefano        | 3.222    |
| Poppi                      | 6.314    |
| Pratovecchio               | 3.210    |
| San Giovanni Valdarno      | 17.190   |
| Sansepolcro                | 16.391   |
| Sestino                    | 1.455    |
| Stia                       | 2.960    |
| Subbiano                   | 6.405    |
| Talla                      | 1.160    |
| Terranuova Bracciolini     | 12.172   |

## Fordítás
- Ez a szócikk részben vagy egészben  a   Provincia di Arezzo című olasz Wikipédia-szócikk fordításán alapul.  Az eredeti cikk szerkesztőit annak laptörténete sorolja fel. Ez a jelzés csupán a megfogalmazás eredetét és a szerzői jogokat jelzi, nem szolgál a cikkben szereplő információk forrásmegjelöléseként.